# Llagostera
Llagostera is een gemeente in de Spaanse provincie Girona in de regio Catalonië met een oppervlakte van 77 km². Llagostera telt 8.266 inwoners (1 januari 2016). UE Llagostera is de lokale voetbalclub.

## Demografische ontwikkeling
Bron: INE, 1857-2011: volkstellingen